# Státní okresní archiv Mladá Boleslav
Státní okresní archiv Mladá Boleslav je jedním z oddělení Státního oblastního archivu v Praze a sídlí v Mladé Boleslavi, Staroměstské náměstí 1. Vedoucím archivu je Mgr. Tomáš Herian.

## Fondy

### Městské fondy
- Mladá Boleslav (od roku 1334, fond obsahuje také Kezeliovy kroniky sepsané Jiřím Kezeliem Bydžovským)
- Bělá pod Bezdězem (od roku 1337)
- Mnichovo Hradiště
- Nové Benátky
- a další

### Školní fondy
- fond piaristického gymnázia v Kosmonosích od druhé poloviny 17. století, v době josefinských reforem přesídleno do Mladé Boleslavi jako místní gymnázium,
- a další

### Podnikové fondy
- Carborundum Electrite Benátky nad Jizerou
- Laurin & Klement
- Škoda Auto
- a další

### Ostatní fondy
- Finanční úřady.
- Fond Kriminálního soudu Mladá Boleslav.
- Fondy okresních soudů Mladá Boleslav, Mnichovo Hradiště, Bělá pod Bezdězem, Nové Benátky a fondy četnických stanic.
- a další

### Osobní fondy
- Karel Novák
- Jan Krouský
- Josef Koťátko
- a další

### Spolkové fondy
- Tělovýchovná jednota Sokol Nové Benátky
- Tělovýchovná jednota Spartak Benátky nad Jizerou
- Divadelní spolek Kolár Mladá Boleslav
- Klub přátel umění Mladá Boleslav
- Spolek paní a dívek Mladá Boleslav
- a další[2]

## Příklady archiválií

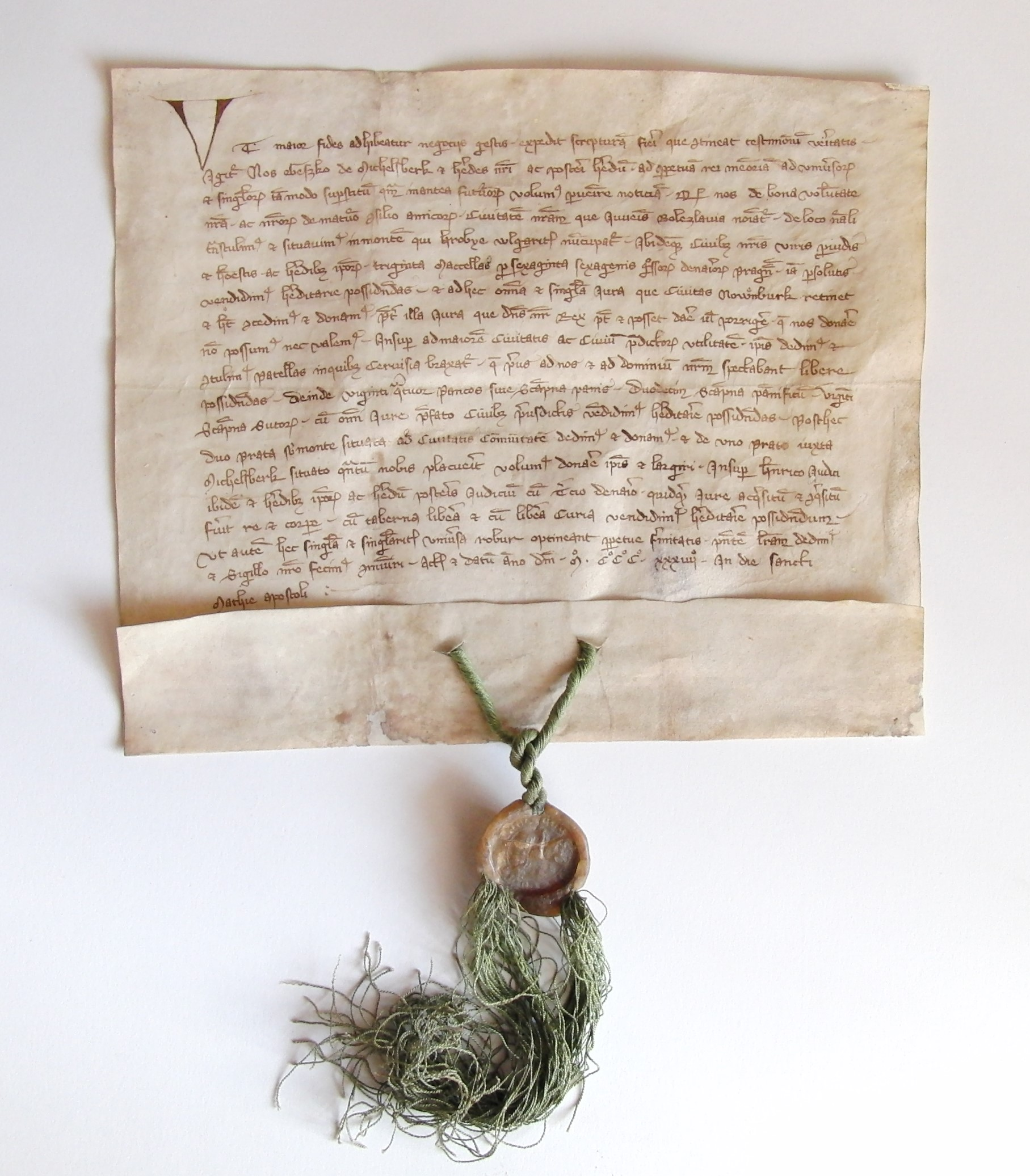
Zakládací listina Mladé Boleslavi z roku 1334
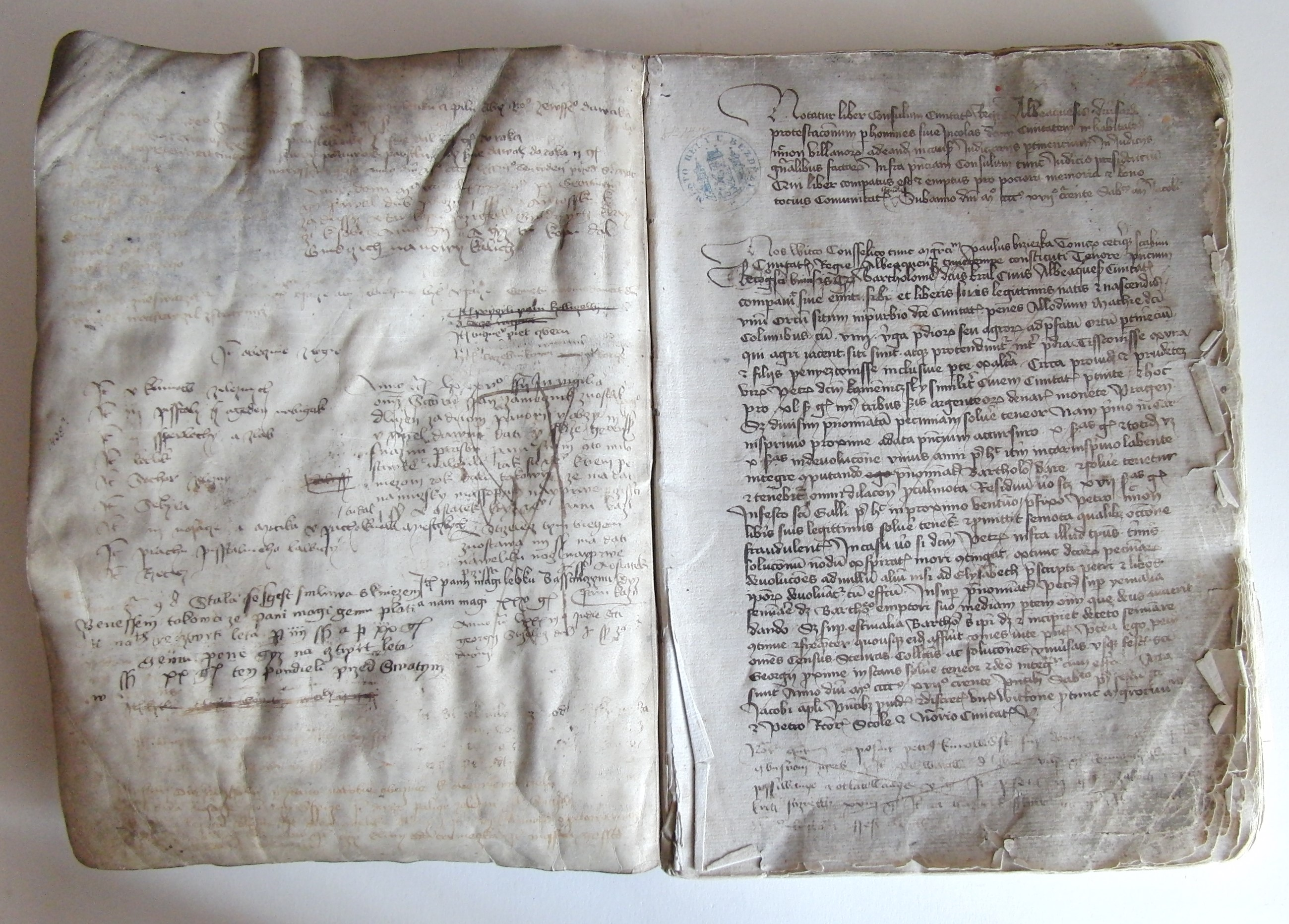
Městská kniha města Bělá pod Bezdězem z let 1417-1514
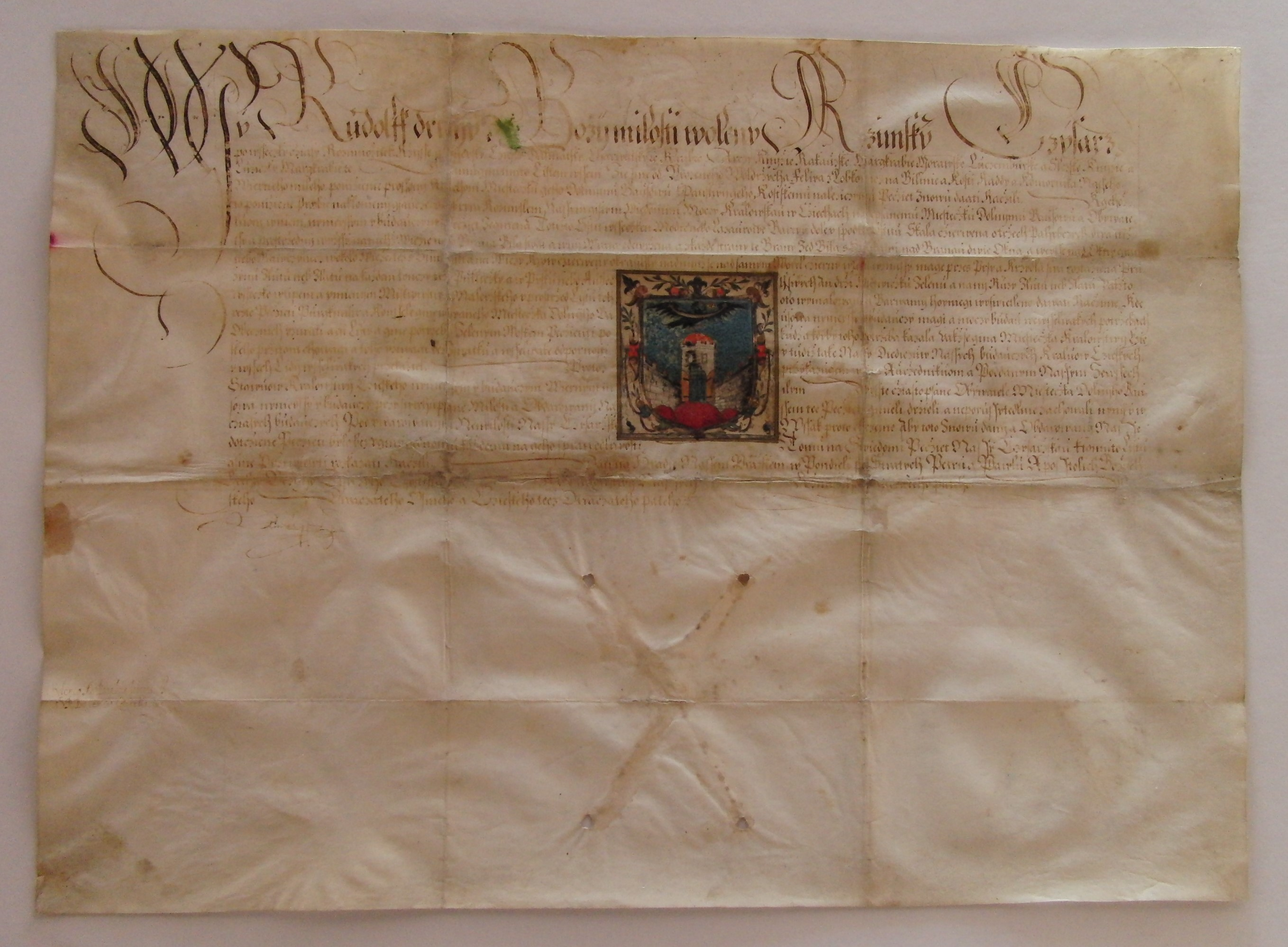
Znakové privilegium Dolního Bousova z roku 1600
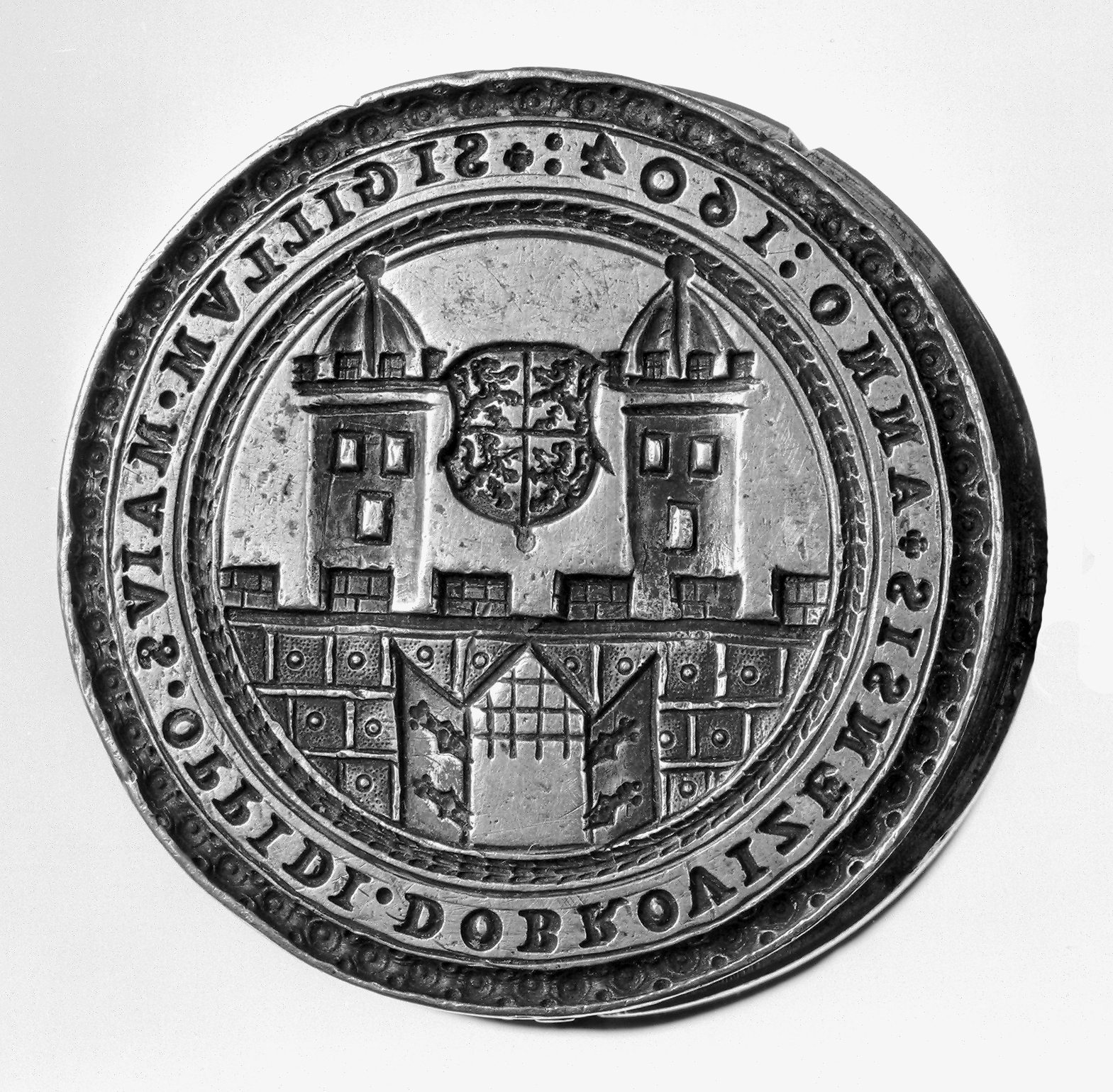
Stříbrné pečetidlo města Dobrovice z roku 1604
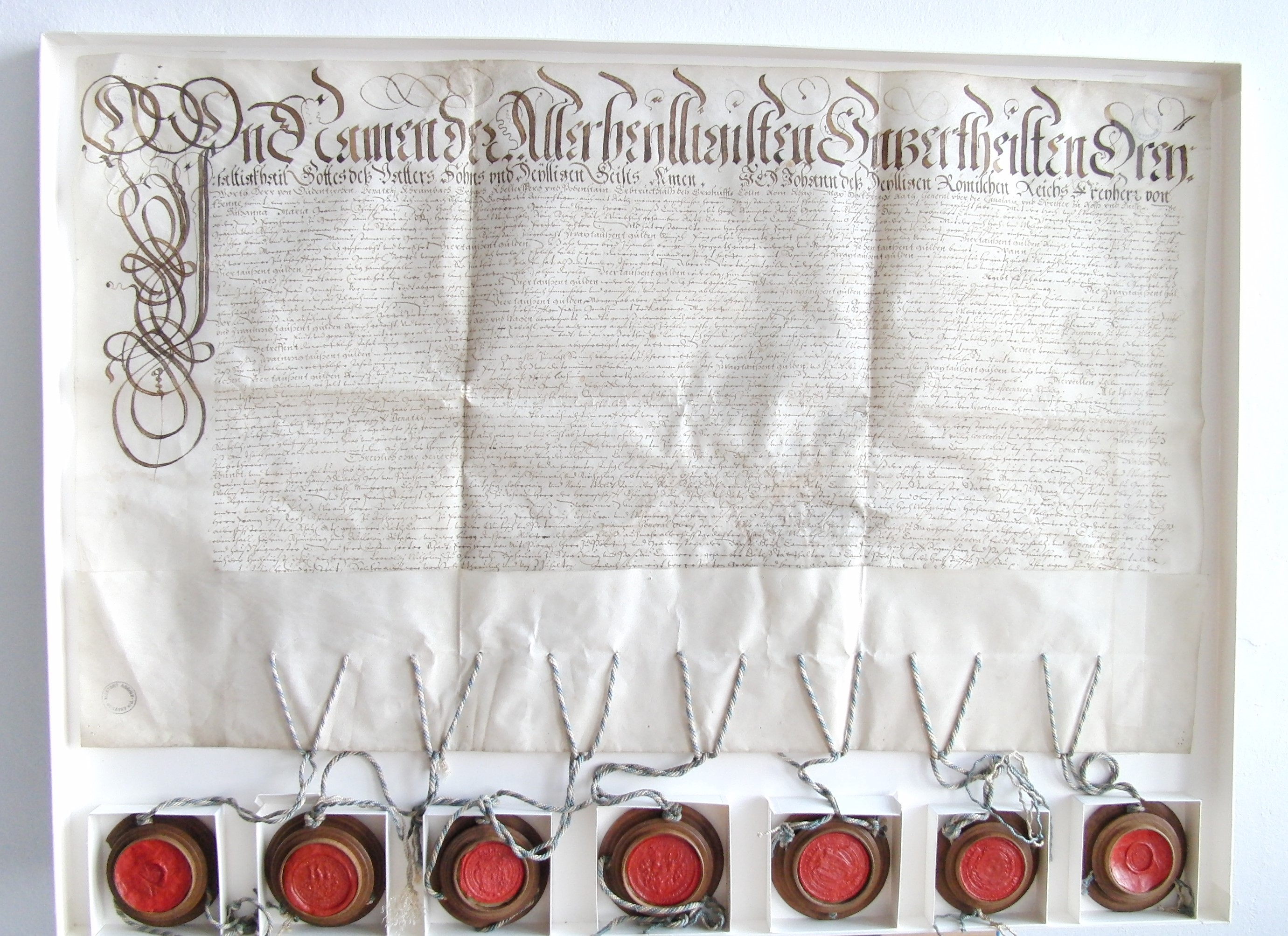
Svatební smlouva významného válečníka třicetileté války a majitele Nových Benátek Jana z Werthu z roku 1648
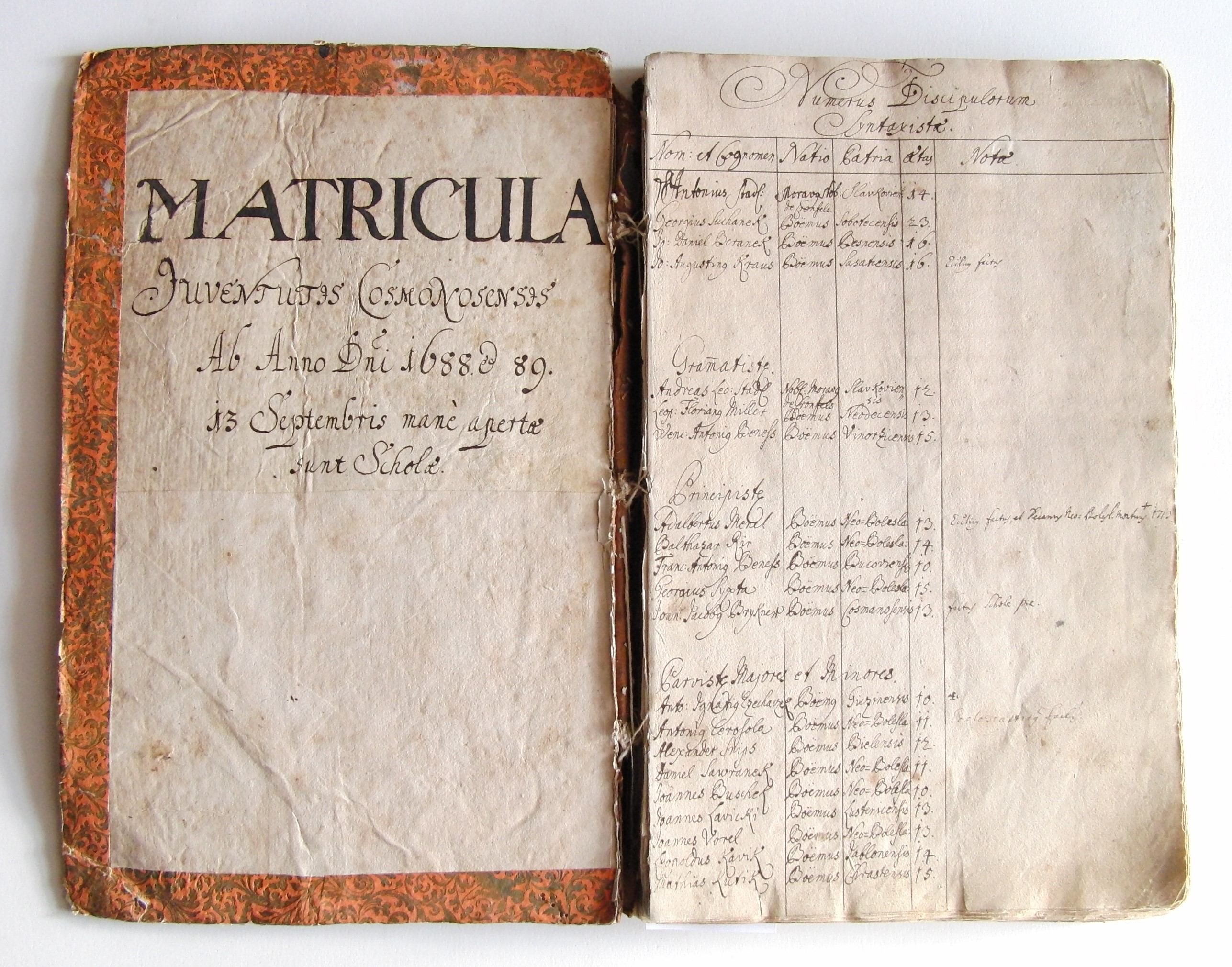
Matrika studentů piaristického gymnázia v Kosmonosích z let 1688–1717
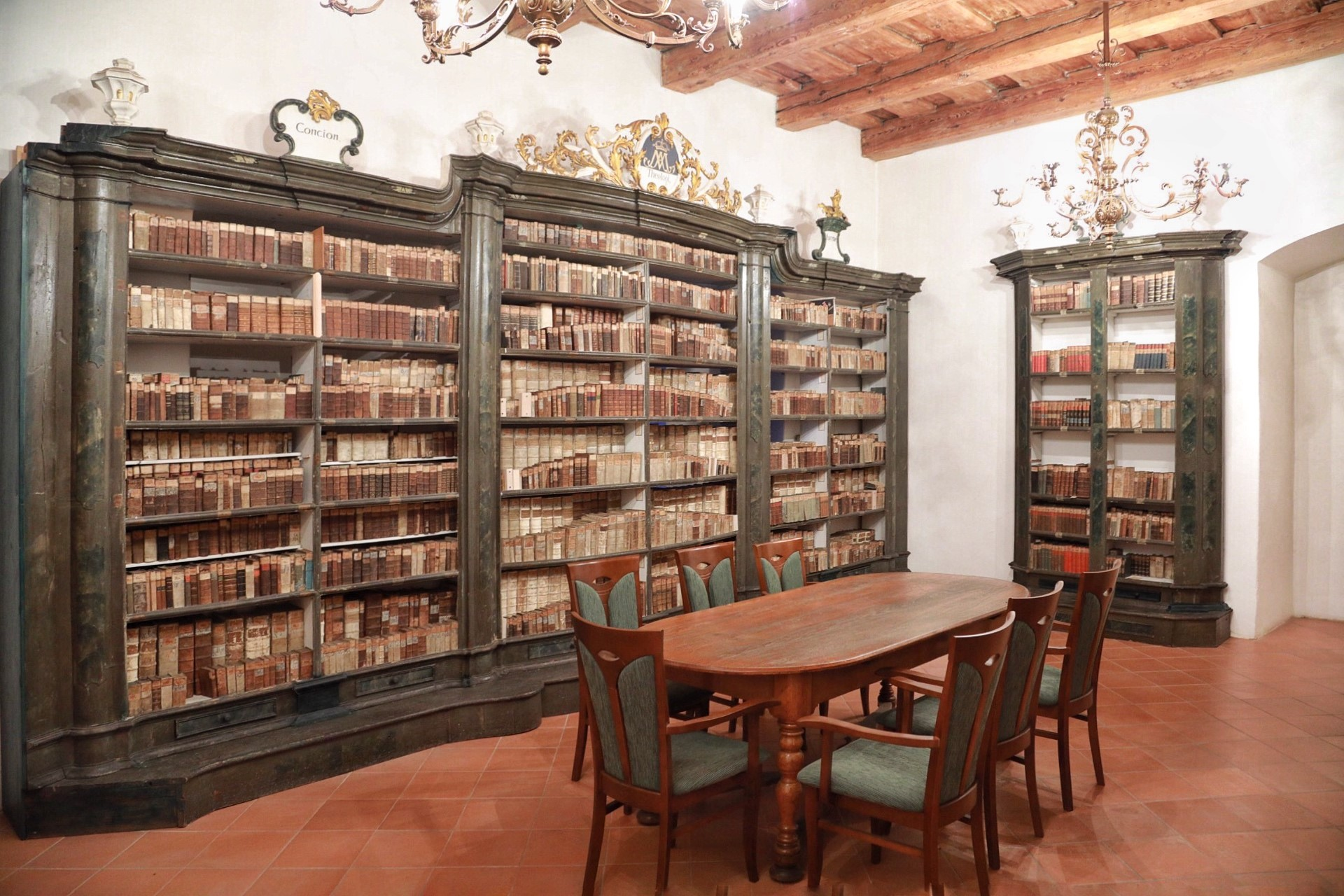
Knihovna bývalé Piaristické koleje u Nalezení sv. Kříže v Kosmonosích
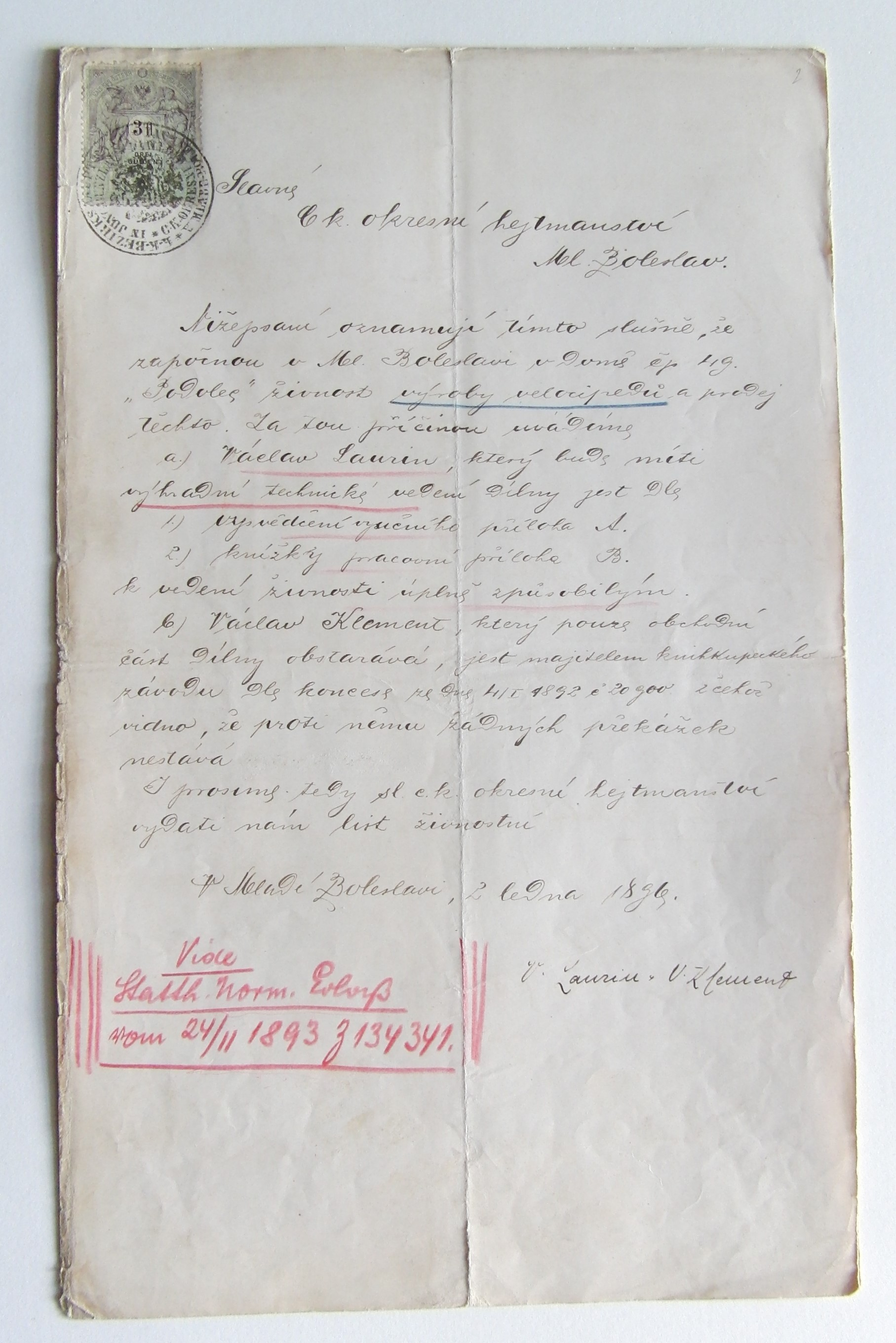
Ohlášení živnosti výroby a prodeje velocipedů společníků Václava Laurina a Václava Klementa z roku 1896.